# Janowiec retam

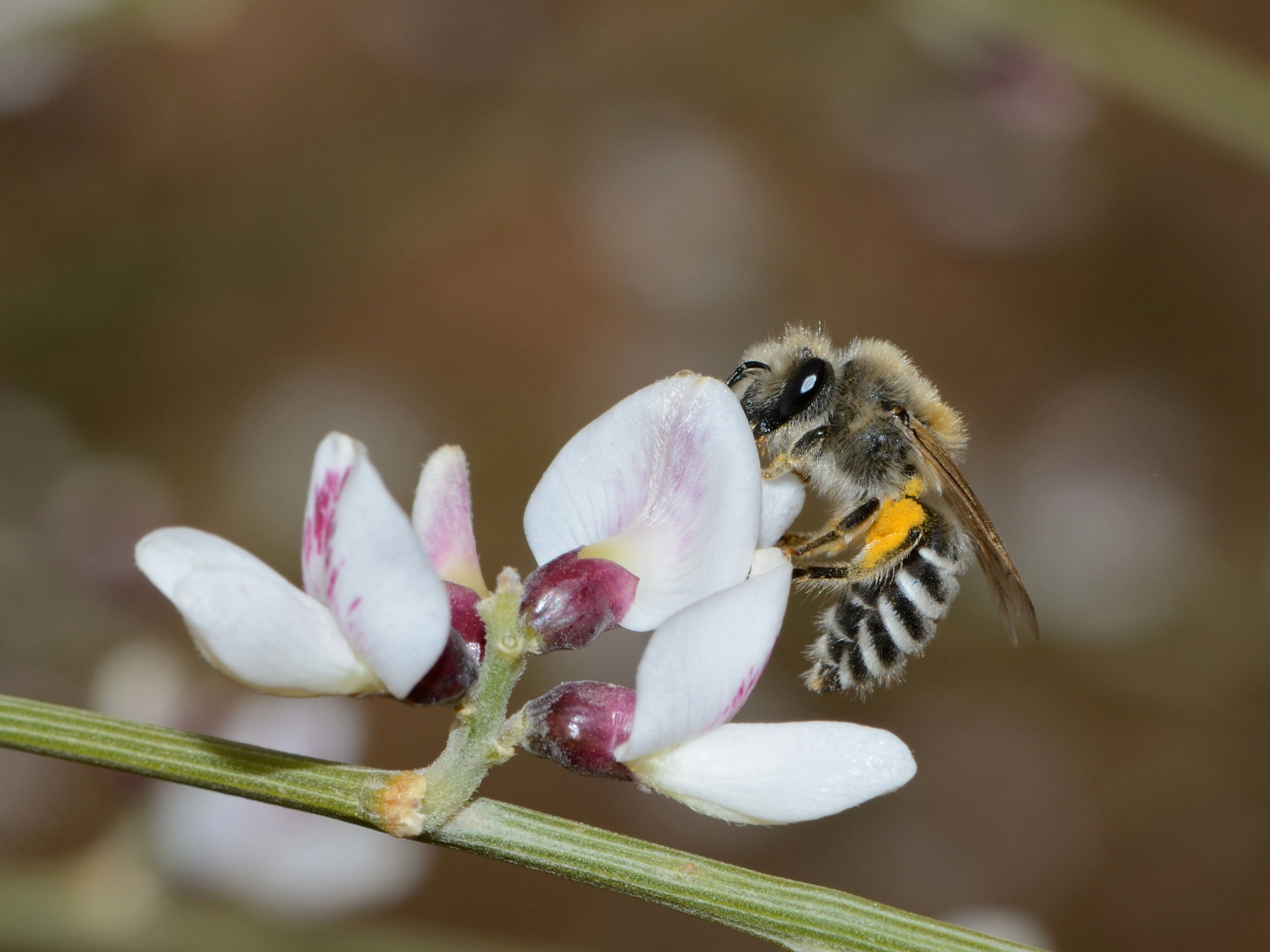

Janowiec retam, retam (Retama raetam (Forssk.) Webb) – gatunek rośliny z rodziny bobowatych (Fabaceae Lindl.). Występuje w Afryce Zachodniej Maroko, Tunezja, Algieria, Libia, Zachodnia Sahara), Europie (Anglia, Sycylia) i Azji Zachodniej (Izrael, Jordania, Liban, Syria, Arabia Saudyjska, półwysep Synaj).

## Morfologia
PokrójKrzew zazwyczaj o wysokości do 3 m, ale może osiągnąć nawet 6 m. Pędy młodych roślin pokryte są długimi włosami, ale z wiekiem stają się miękkie bezwłose. Gałęzie zwisające.
LiścieBardzo drobne, o długości zaledwie 5 mm i szerokości zaledwie ok. 1 mm Pojawiają się tylko na krotki okres, przez większą część roku pędy są bezlistne.
KwiatyBiałe kwiaty motylkowe, podobne do kwiatów groszku. Wyrastają  w 5-15 kwiatowych kwiatostanach.
OwocJedno lub dwunasienny strąk. Po dojrzeniu nie otwiera się, lecz opada na ziemię.

## Biologia i ekologia
Sklerofit, rosnący w zaroślach, lasach, na stepach, pustyniach i półpustyniach, często w warunkach ekstremalnie pustynnych. Roślina przystosowana do życia w warunkach pustynnych. Brak liści zmniejsza transpiracę, roślina przeprowadza fotosyntezę głównie za pomocą zielonych pędów. Bardzo długie (do 20 m) i nie rozgałęzione korzenie umożliwiają poszukiwanie i pobieranie wody z dużego obszaru. Kwitnie od lutego do kwietnia.

## Zastosowanie
- Drewno janowca wykorzystywano do produkcji węgla drzewnego. Janowiec uważano za najlepszy do tego celu, gdyż wytworzony z niego węgiel dawał bardzo mało dymu. Było to istotne, bo palono nim wewnątrz pomieszczeń, gdzie dym był niepożądany[6]. Pozostałości węgla drzewnego z retamu znaleziono w wykopaliskach datowanych na 12-9 wiek p.n.e. w krainie Edomu[5].
- Pędy i owoce stanowią paszę dla bydła[5].
- Drewna janowca używano do palenia kadzideł[6].
- Beduini wywaru z liści retamu używają do przemywania ran i miejsc zapalnych na skórze[5].
- Ludy pustynne naparem z retamu poją zwierzęta chore na brucelozę[5].

## Udział w kulturze
Janowiec wymieniony jest w kilku miejscach Biblii, np. w 1 Krl 19,3-4 jest tekst „ ... usiadł pod jednym z janowców”. Janowiec kryje się też w tych fragmentach Biblii, gdzie mowa o węglu drzewnym. Niektórzy znawcy roślin biblijnych uważają, że  jałowiec retam jest wymieniony w cytacie z Księgi Hioba (30,4). W Biblii Tysiąclecia przetłumaczono go tak: „Żywią się malwą i liśćmi krzewów. Chlebem ich – korzeń jałowca”. Tłumaczenie to jest błędne, użyte w oryginale hebrajskim słowo rotem oznacza bowiem janowiec, a dokładniej janowiec retam, ten gatunek bowiem występuje w Izraelu i odpowiada opisom. Problem jednak jest: korzeń janowca jest niejadalny (podobnie zresztą jak korzeń jałowca, ten nawet jest trujący). Rozwiązaniem według N.H. Moldenke, A.L. Moldenke mogłaby być roślina Cynomorium coccineum, która pasożytuje na korzeniach janowca i jest jadalna. Według J. Maillata i S. Maillata rozwiązaniem jest inna roślina Cistanche tubulosa, która również pasożytuje na korzeniach janowca i również jest jadalna.